# Francesco Casagrande
Francesco Casagrande (Florença, 14 de outubro de 1970) é um ex-ciclista italiano que competia em provas de ciclismo de estrada.
Casagrande tornou-se profissional em 1992 depois de vencer o Girobio de 1991. Terminou em quarto lugar no campeonato mundial em 1999. Participou de duas edições dos Jogos Olímpicos, em Atlanta 1996 e em Sydney 2000, competindo pela Itália.

## Palmarès
52 vitórias na carreira, incluindo:

### Grandes vitórias
- Clásica Ciclista San Sebastian (1998, 1999)
- La Flèche Wallonne (2000)
- Volta à Suíça (1999)
- Giro del Trentino (2001, 2002)
- Tirreno-Adriático (1996)
- Volta ao País Basco (1996)
- Giro di Toscana (1994)
- Giro dell'Emilia (1994)
- Milano–Torino (1994)
- Giro dell'Appennino (1995)
- Coppa Ugo Agostoni (2001, 2003)
- Volta à Suíça (2003)
  - 2 vitórias de etapa
- Giro d'Italia
  - 1 vitória de etapa
  - Vencedor de Maglia Azzurra
  - Liderando a classificação geral por 12 dias

### Vice-campeão
- Giro d'Italia (2000)
- Giro di Lombardia (2000)
- Clásica Ciclista San Sebastian (2001)
- Giro del Lazio (1999)
- HEW Cyclassics (2000)
- Giro del Veneto (1999, 2000)
- Giro dell'Emilia (2001, 2004)